# 前田茂勝
前田 茂勝（まえだ しげかつ）は、安土桃山時代から江戸時代前期にかけての大名。丹波国亀山藩主、のち八上藩主。前田玄以の三男（次男とも）。

## 生涯
天正10年（1582年）、前田玄以の3男（次男とも）として誕生した。
文禄4年（1595年）にキリシタンとなる。慶長5年（1600年）の関ヶ原の戦いでは西軍に与して、東軍方の細川幽斎が守る丹後国田辺城を攻め、開城の使者も務めた。その後、関ヶ原の戦いは西軍の敗北で終わるが、父・玄以が持つ朝廷とのパイプなどを考慮されて、戦後、父の所領・丹波亀山藩は安堵された。
慶長7年（1602年）、父・玄以が死去したために家督を継ぎ、丹波八上に移封され八上藩主となった。次第にキリスト教と距離を置き、教会にも通わなくなったとされる。藩政を省みずに放蕩に耽り、終には発狂したという。諫言する家臣・尾池清左衛門父子を始めとする多くの家臣を切腹させたため、慶長13年（1608年）6月16日、幕府から改易を申し渡され、出雲国松江藩主、堀尾忠晴に身柄を預けられた。改易後、自らのつまずきに気づくと、茂勝は司祭のもとを訪れ、自らの過ちを告白し、これまでの快楽とは縁を切り、堅実なキリシタンの婦人と暮らしたとされる。
元和7年（1621年）に40歳で死去。